# Catonia pini
Catonia pini är en insektsart som beskrevs av Metcalf 1923. Catonia pini ingår i släktet Catonia och familjen vedstritar. Inga underarter finns listade i Catalogue of Life.